# Lithobates clamitans
Pour la Grenouille verte d'Europe, voir Rana kl. esculenta.
Espèce
Synonymes
- Rana clamitans Latreille, 1801
- Rana melanota Rafinesque, 1820
- Rana fontinalis LeConte, 1825
- Rana flaviviridis Harlan, 1826
- Rana horiconensis Holbrook, 1838
- Rana nigricans Agassiz, 1850

Statut de conservation UICN

 LC  : Préoccupation mineure
La Grenouille verte, Lithobates clamitans, est une espèce d'amphibiens de la famille des Ranidae. Cette grenouille d'Amérique du Nord porte le même nom vernaculaire qu'une espèce eurasienne : Rana kl. esculenta.

## Répartition
Cette espèce se rencontre :

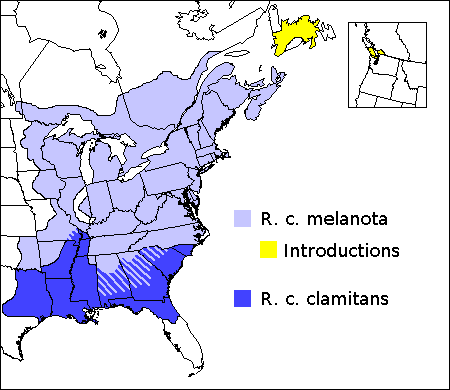
Distribution

- dans la moitié Est des États-Unis ;
- dans le sud-est du Canada.

## Sous-espèces
Sous-espèces selon Frost, McDiarmid & Mendelson, 2008 :
- Lithobates clamitans clamitans (Latreille, 1801)
- Lithobates clamitans melanota (Rafinesque, 1820)

## Description

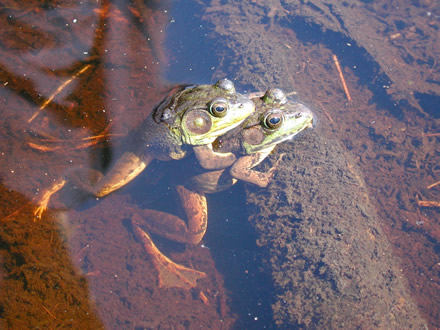
Accouplement. Observer la taille des tympans.

La grenouille verte mesure de 50 à 100 mm. Sa coloration varie du bronze au vert clair et il arrive que certains individus soient même bleus (toutefois cela reste rarissime). Le mâle présente un tympan large et bien visible et une gorge de couleur jaune. La femelle a la gorge blanche et un tympan plus petit.

## Reproduction
Elles se reproduisent dans les points d'eau douce semi-permanents ou permanents. Le mâle appelle la femelle et défend son territoire. Le cri d'appel sonne comme un banjo à cordes pincées, habituellement une seule note, mais parfois répétée.
La saison de reproduction va d'avril à août.
L'accouplement utilise l'amplexus, où le mâle agrippe la femelle avec ses pattes antérieures derrière les pattes antérieures de la femelle. La femelle libère ses œufs et le mâle libère en même temps ses spermatozoïdes qui nagent vers la masse d'œufs. La fécondation a lieu dans l'eau. Une ponte donne de 1 000 à 7 000 œufs, qui peuvent aller se fixer sur la végétation immergée.
Les têtards sont vert olive avec le dessous blanc crème irisé. La métamorphose peut se produire au cours de la saison de reproduction ou les têtards peuvent hiverner et se métamorphoser l'été suivant. Les mâles deviennent sexuellement matures à un an, les femelles vers deux ou trois ans.

## Alimentation
Elle se nourrit de tous les animaux qui peuvent rentrer dans sa bouche : insectes, araignées, poissons, écrevisses, crevettes, grenouilles, têtards, petits serpents, oiseaux, escargots.
Les têtards broutent les algues et autres plantes aquatiques.

## Conservation
On la rencontre en abondance partout où elle est présente. Elle est protégée par la loi dans certains États.

## Galerie

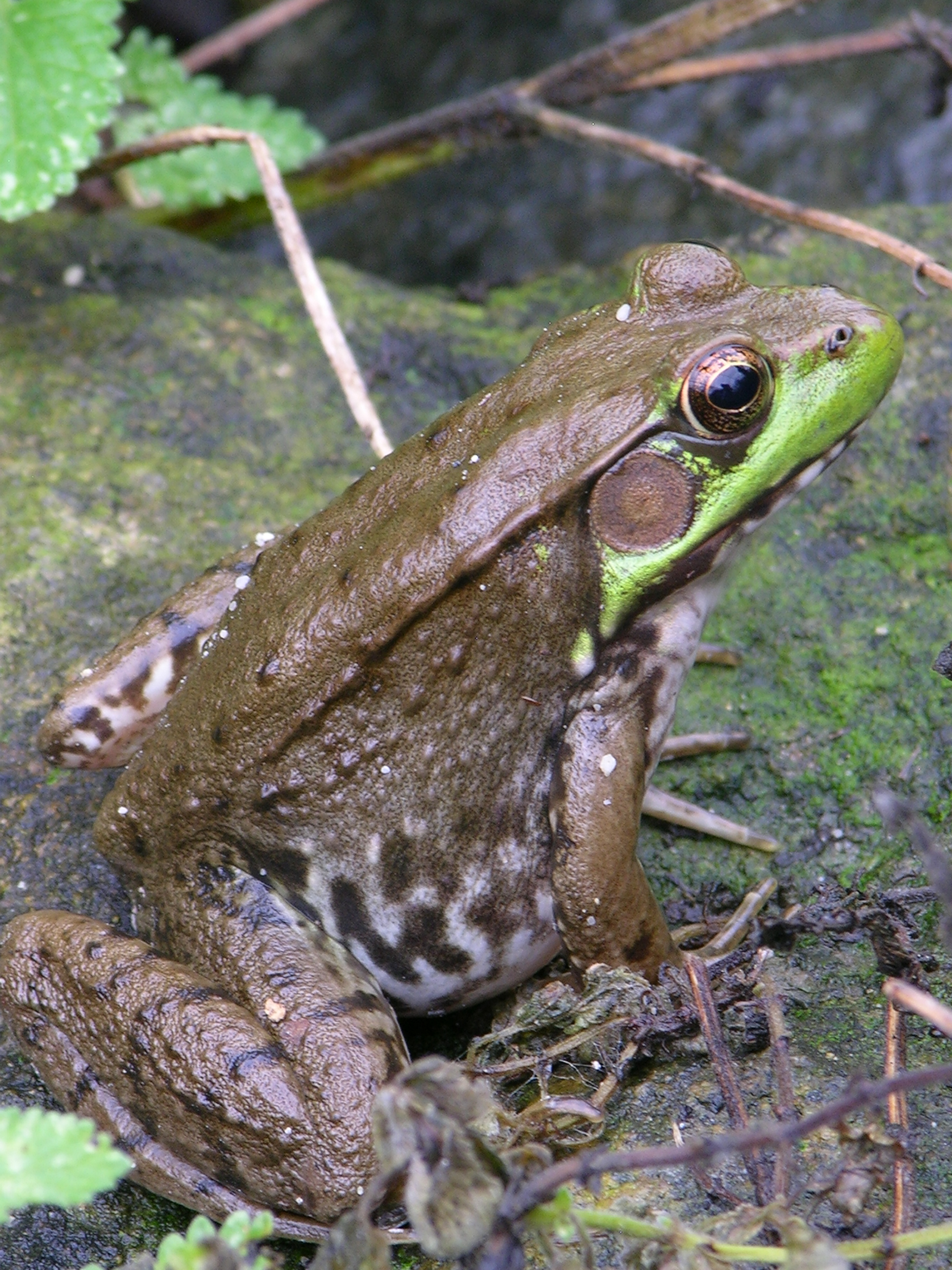
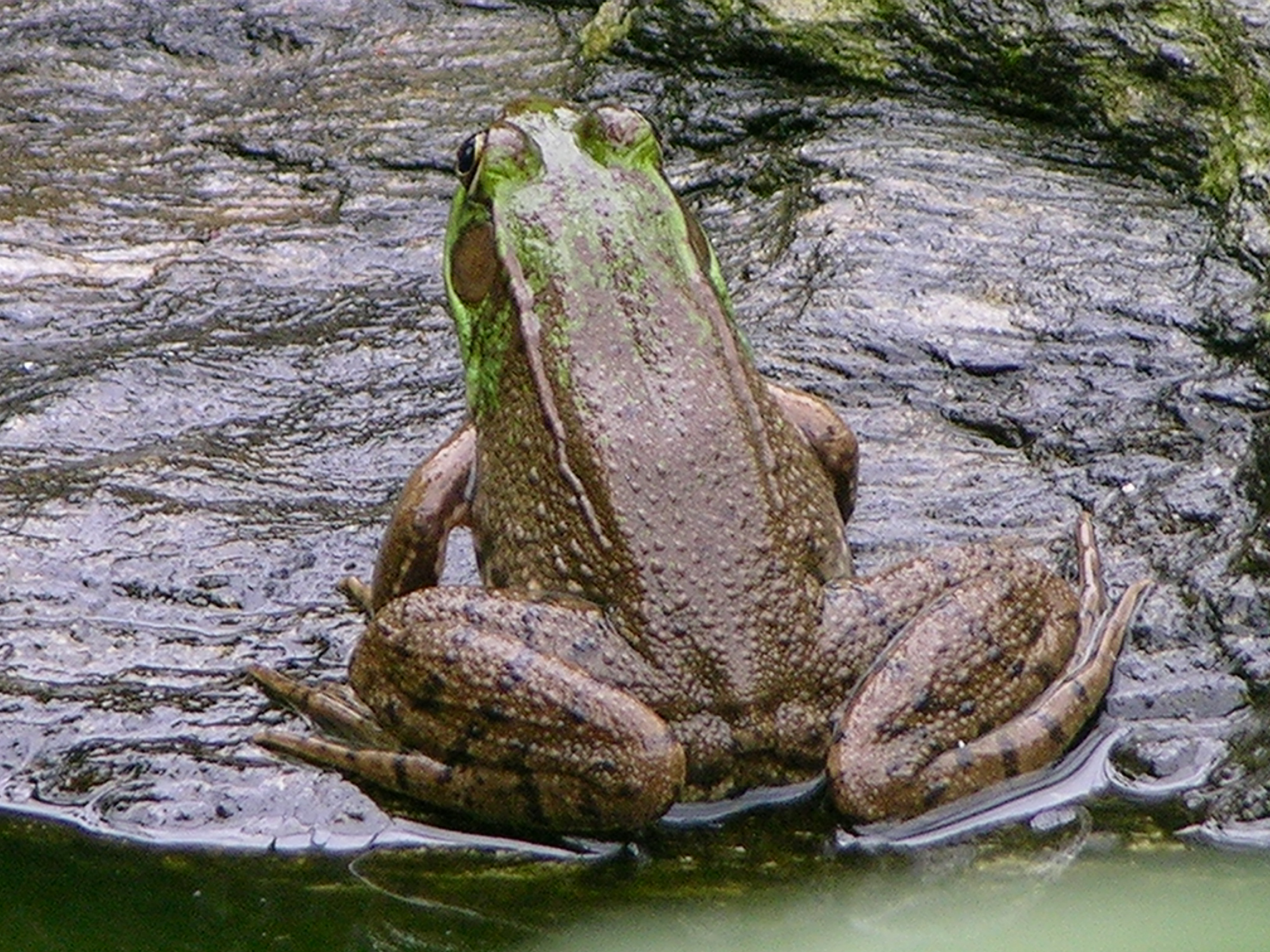

## Publications originales
- Rafinesque, 1820 : III Class. Erpetia. The reptiles. Annals of Nature, or, Annual Synopsis of New Genera and Species of Animals, Plants, etc. Discovered in North America. Lexington, Kentucky, vol. 1, p. 4-6 (texte intégral).
- Sonnini de Manoncourt & Latreille, 1801 : Histoire naturelle des reptiles : avec figures dessinées d’après nature, vol. 2, p. 1–332 (texte intégral).